# South Webster
South Webster – wieś w Stanach Zjednoczonych, w stanie Ohio, w hrabstwie Scioto.